# Cratere Jade
Jade è un cratere sulla superficie di 2867 Šteins.